# Los Arabos
Los Arabos es uno de los municipios que conforman la provincia de Matanzas, en Cuba. 
Posee una extensión territorial de 758 km² y una población estimada al 2017 de 24 119 habitantes, lo que representa una densidad de 31,8 hab/km². El municipio se encuentra a una altitud media de 75 m s. n. m..
El municipio toma su nombre de un antiguo parador de ferrocarril ubicado en cercanías de La Macagua, localidad que entonces constituía el centro poblacional de la región y que quedó prácticamente despoblada luego de la guerra de independencia. En los alrededores del parador crecían árboles de arabos, por lo que el lugar se conocía como "Paradero de Los Arabos".
Limita al este con los municipios de Santo Domingo y Corralillo (provincia de Villa Clara); al norte con los municipios de Colón y Martí, al oeste con el municipio de Colón y al sur con el municipio de Calimete y los municipios de Rodas y Aguada de Pasajeros (provincia de Cienfuegos). 

La cabecera del municipio es la localidad de Los Arabos, ubicada al noroeste del municipio.
El clima del municipio es cálido y húmedo, con inviernos suaves y veranos calurosos. Las temperaturas extremas rondan la mínima de 13 °C en invierno y 34 °C en verano.
La principal actividad económica está relacionada con la explotación agrícola, especialmente caña de azúcar. El proceso productivo actualmente es administrado desde el Centro "Mario Muñoz Monroy", e integra la generación de energía eléctrica y el aprovechamiento secundario de derivados como bagazo, compost o forraje a la producción primaria de azúcares. El municipio se destaca además por la producción de piñas.